# Chei

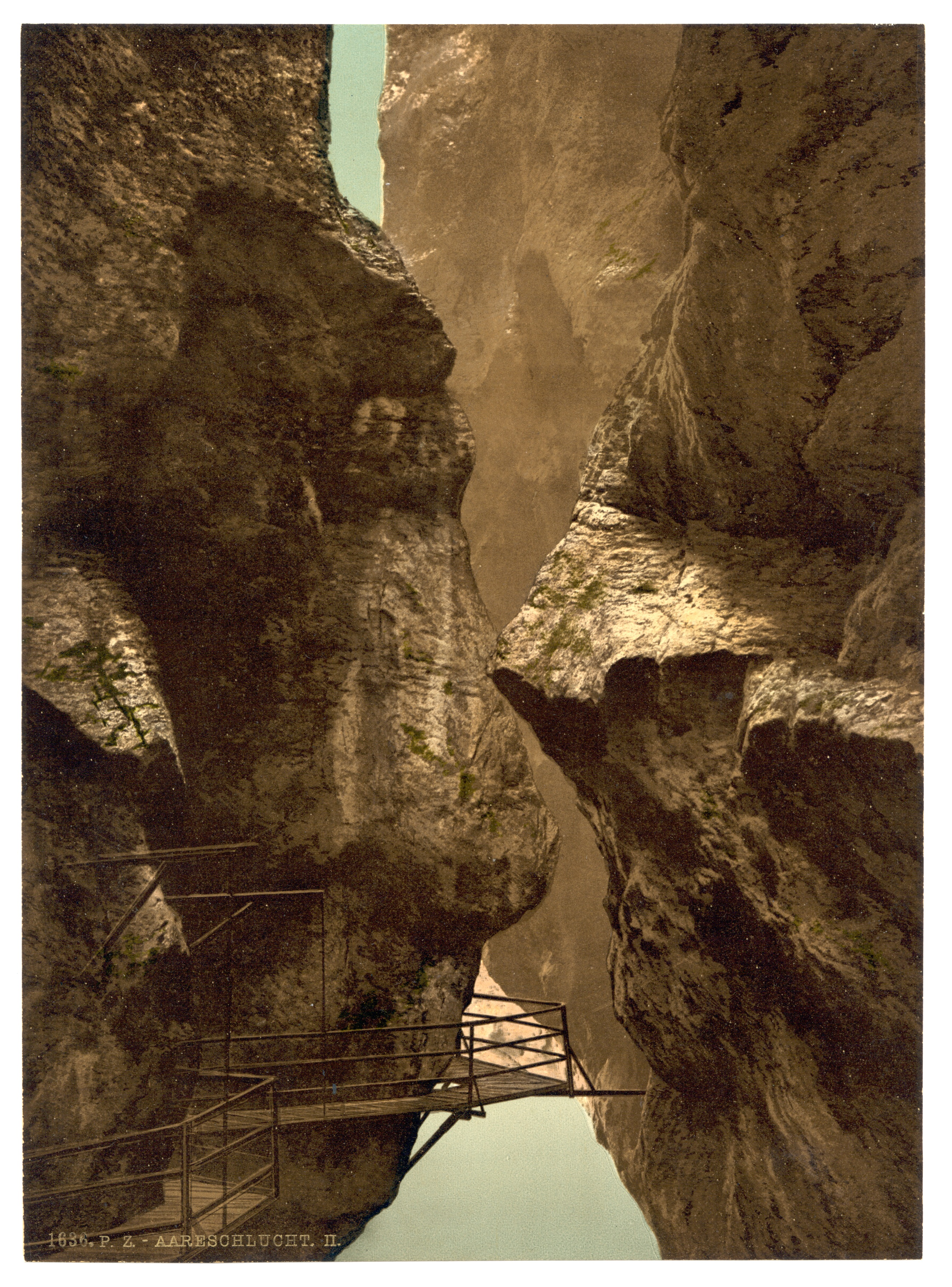
Chei pe valea râului Aar lângă Meiringen, (1900) Elveția

Chei se numește în general o formațiune geomorfologică, care este o porțiune de vale strâmtă, cu versanți înalți, abrupți, săpați în roci dure.
Cheile se formează prin săparea, sau acțiunea de eroziune a unui curs de apă de suprafață, sau prin acțiunea apei subterane, condiția esențială fiind existența unor pereți stâncoși alcătuiți dintr-o rocă dură.
Această formă geologică de relief, este frecvent o actracție turistică, sau poate fi ideală pentru construirea barajelor artificiale pentru o hidrocentrală.
Cheile pot avea dimensiuni diferite, cu sau fără existența unui curs de apă curgătoare pe fundul văii .
În Elveția cheile inaccesibile din Alpi, care au frecvent forma literei „V”, sunt numite „Tobel” pe când în Germania de sud cheile sunt numite „Klingen”.
În limbile engleză și franceză cheile sunt numite canioane, mai renumit fiind Grand Canyon din SUA.
Chei existente mai importante în Munții Carpați din România sunt:
- Cheile Bicazului
- Cheile Borzești
- Cheile Carașului
- Cheile Crivadiei
- Cheile Dâmbovicioarei
- Cheile Gârliștei
- Cheile Minișului
- Cheile Nerei
- Cheile Pociovaliștei
- Cheile Poșăgii
- Cheile Râmeților
- Cheile Ribicioarei
- Cheile Runcului
- Cheile Tătarului
- Cheile Turzii
- Cheile Turului
- Cheile Vălișoarei